# دانشگاه هاسلت
دانشگاه هاسلت (به لاتین: Hasselt University) یک دانشگاه دولتی در بلژیک است که در اسلت واقع شده‌است.